# Chileense parlementsverkiezingen 2001
De Chileense parlementsverkiezingen van 2001 vonden op 16 december van dat jaar plaats. In de Kamer van Afgevaardigden werd de centrumrechtse Unión Demócrata Independiente en in de Senaat bleef de centristische Partido Demócrata Cristiano de grootste.

## Uitslagen

### Kamer van Afgevaardigden
| Lijst                         | Afbeelding                    | Partij                                     | Afkorting                     | Stemmen   | Percentage | Zetels | Verschil |
| ----------------------------- | ----------------------------- | ------------------------------------------ | ----------------------------- | --------- | ---------- | ------ | -------- |
| A                             |                               | Partido Comunista                          | PCCh                          | 320.688   | 5,22%      | 0      | Stabiel  |
| B                             |                               | Partido Humanista                          | PH                            | 69.692    | 1,13%      | 0      | Stabiel  |
| C                             |                               | Unión por Chile                            |                               | 2.720.195 | 44,27%     | 57     | 10       |
| C                             |                               | Unión Demócrata Independiente              | UDI                           | 1.547.209 | 25,18%     | 31     | 14       |
| C                             |                               | Renovación Nacional                        | RN                            | 845.865   | 13,77%     | 18     | 5        |
| C                             |                               | Onafhankelijken op lijst C                 | ILC                           | 327.121   | 5,32%      | 8      | 2        |
| D                             |                               | Partido Liberal                            | PL                            | 3.475     | 0,06%      | 0      |          |
| E                             |                               | Concertación de Partidos por la Democracia |                               | 2.942.989 | 47,90%     | 62     | 7        |
| E                             |                               | Partido Demócrata Cristiano                | PDC                           | 1.162.210 | 18,92%     | 23     | 15       |
| E                             |                               | Partido por la Democracia                  | PPD                           | 782.333   | 12,73%     | 20     | 4        |
| E                             |                               | Partido Socialista de Chile                | PS                            | 614.434   | 10,00%     | 10     | 1        |
| E                             |                               | Partido Radical Socialdemócrata            | PRSD                          | 248.82    | 4,05%      | 6      | 2        |
| E                             |                               | Onafhankelijken op lijst E                 | ILE                           | 135.191   | 2,20%      | 3      | 3        |
|                               |                               | Onafhankelijke en Partijloze kandidaten    | Ind                           | 86.964    | 1,42%      | 1      | 1        |
| Totaal aantal geldige stemmen | Totaal aantal geldige stemmen | Totaal aantal geldige stemmen              | Totaal aantal geldige stemmen | 6.144.033 | 87,34%     |        |          |
| Ongeldige stemmen             | Ongeldige stemmen             | Ongeldige stemmen                          | Ongeldige stemmen             | 237.955   | 3,38%      |        |          |
| Blanco stemmen                | Blanco stemmen                | Blanco stemmen                             | Blanco stemmen                | 652.334   | 9,27%      |        |          |
| Totaal uitgebrachte stemmen   | Totaal uitgebrachte stemmen   | Totaal uitgebrachte stemmen                | Totaal uitgebrachte stemmen   | 7.034.292 | 100%       |        |          |

### Senaat
| Lijst                                     | Partij                                     | Afkorting                                 | Percentage | Zetels | Verschil |
| ----------------------------------------- | ------------------------------------------ | ----------------------------------------- | ---------- | ------ | -------- |
| A                                         | Partido Comunista                          | PCCh                                      | 2,64%      | 0      | Stabiel  |
| B                                         | Partido Humanista                          | PH                                        | 0,37%      | 0      | Stabiel  |
| C                                         | Unión por Chile                            |                                           | 44,03%     | 9      | Stabiel  |
| C                                         | Unión Demócrata Independiente              | UDI                                       | 15,18%     | 3      | 1        |
| C                                         | Renovación Nacional                        | RN                                        | 19,74%     | 4      | 1        |
| C                                         | Onafhankelijken op lijst C                 | ILC                                       | 9,10%      | 2      | Stabiel  |
| D                                         | Partido Liberal                            | PL                                        | 0,08%      | 0      |          |
| E                                         | Concertación de Partidos por la Democracia |                                           | 51,32%     | 9      | Stabiel  |
| E                                         | Partido Demócrata Cristiano                | PDC                                       | 22,84%     | 2      | 2        |
| E                                         | Partido por la Democracia                  | PPD                                       | 12,66%     | 3      | 1        |
| E                                         | Partido Socialista de Chile                | PS                                        | 14,71%     | 4      | 1        |
| E                                         | Partido Radical Socialdemócrata            | PRSD                                      | 1,10%      | 0      |          |
|                                           | Onafhankelijke en Partijloze kandidaten    | Ind                                       | 1,56%      | 0      | Stabiel  |
| Totaal aantal geldige stemmen : 1.732.415 | Totaal aantal geldige stemmen : 1.732.415  | Totaal aantal geldige stemmen : 1.732.415 | 87,72%     |        |          |